# Ononis striata
Ononis striata är en ärtväxtart som beskrevs av Antoine Gouan. Ononis striata ingår i släktet puktörnen, och familjen ärtväxter. Inga underarter finns listade i Catalogue of Life.